# Tadorninae
Sous-famille
Les Tadorninés sont une sous-famille d’oiseaux de la famille des Anatidés ; ils font le lien entre les oies et les cygnes d'une part et les canards de l'autre.
Ce groupe inclut notamment les tadornes, les brassemers, les ouettes, les merganettes et un canard, on en dénombre 23 espèces.
La plupart des espèces habitent l'hémisphère sud à part quelques tadornes.

## Liste des genres
- Alopochen
- Chloephaga
- Cyanochen
- Hymenolaimus
- Malacorhynchus
- Merganetta
- Neochen
- Plectropterus
- Radjah
- Sarkidiornis
- Tachyeres
- Tadorna